# 1918 год в литературе

## Книги

### Романы
- «Котик Летаев» — роман Андрея Белого (год написания).
- «Боги Марса» — роман Эдгара Берроуза (книжная публикация).
- «Между девятью и девятью» — роман Лео Перуца, в России издающийся под названием «Прыжок в неизвестное» (год публикации).

### Рассказы
- «Полярис» — рассказ Говарда Лавкрафта (год написания)

### Поэзия
- «Двенадцать» — поэма Александра Блока (год написания)

## Родились
- 4 марта — Томас Уорбертон, финский шведоязычный поэт, прозаик, драматург, историк литературы (умер в 2016).
- 10 марта — Теодор Когсуэлл, американский писатель-фантаст (умер в 1987).
- 3 апреля — Миклош Хубаи, венгерский писатель, сценарист (умер в 2011).
- 19 апреля — Шухрат, узбекский и советский писатель, поэт и драматург. Народный писатель Узбекской ССР (1986). Заслуженный деятель искусств Узбекской ССР (умер в 1993).
- 9 мая — Дашзэвэгийн Сэнгээ,  монгольский поэт, прозаик, драматург, либреттист, переводчик (умер в 1959).
- 25 ноября — Ани Идрус, индонезийская писательница (умерла в 1999).
- 20 декабря — Абдулхай Каюмович Вахитов, татарский советский драматург, писатель, поэт, либреттист (умер в 1978).
- 12 февраля — Фёдор Самохин, советский прозаик, журналист, публицист, переводчик, член Союза писателей СССР (умер в 1992).
- – Берхану Денке, эфиопский писатель

## Умерли
- 10 января — Марк Ландау, австрийский писатель (род. в 1837).
- 7 апреля — Тереза Гонсалес де Фаннинг, перуанская писательница (род. в 1836).
- 25 августа — Анри Шантавуан, французский поэт, писатель (род. в 1850).
- 29 августа –  Макс Даутендей, немецкий писатель и поэт
- Надежда Матвеевна Кибальчич, украинская писательница (род. в 1857).